# Maestro del Figliol Prodigo

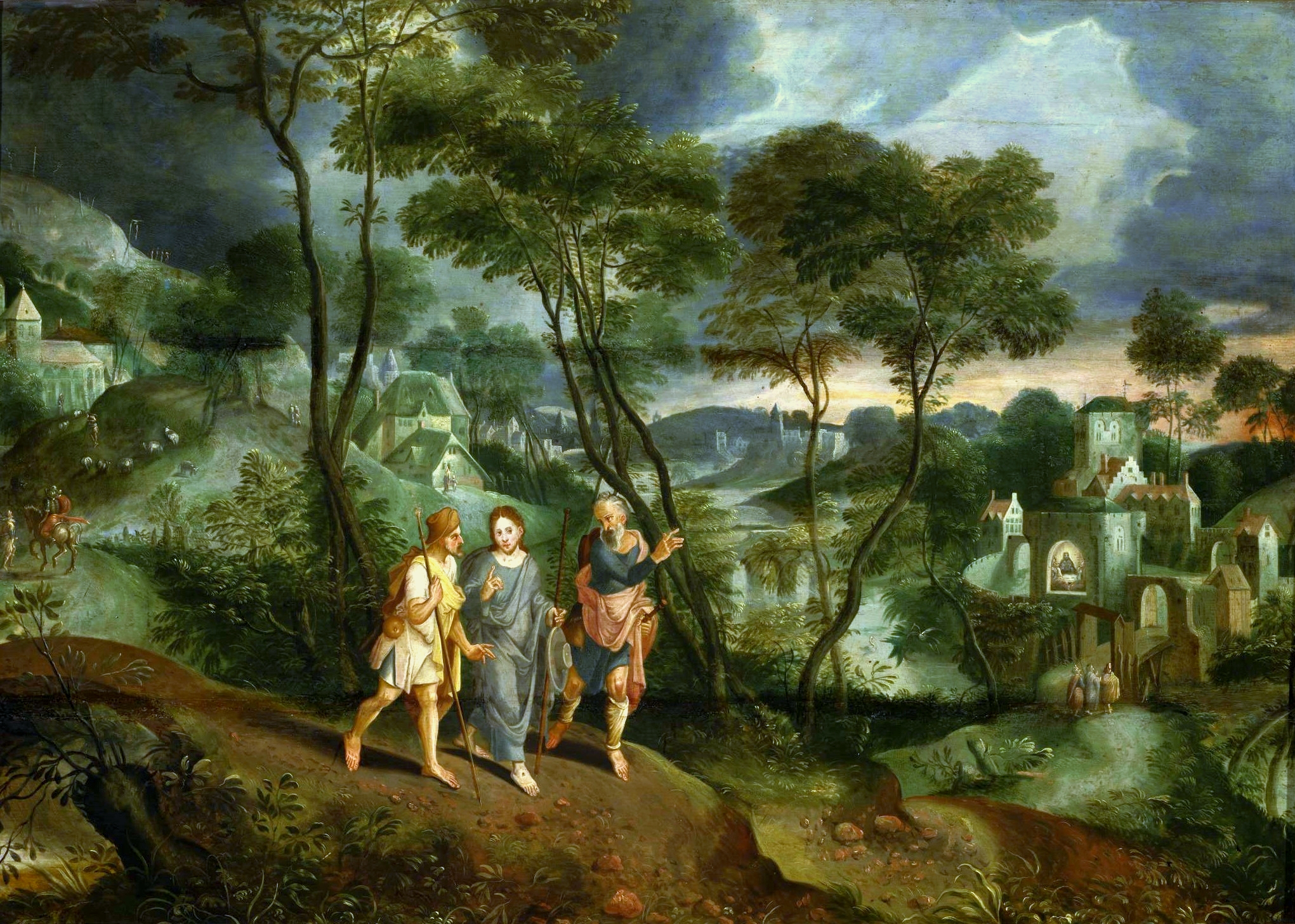
Cristo incontra due discepoli lungo la strada per Emmaus, Museo Nazionale, Varsavia

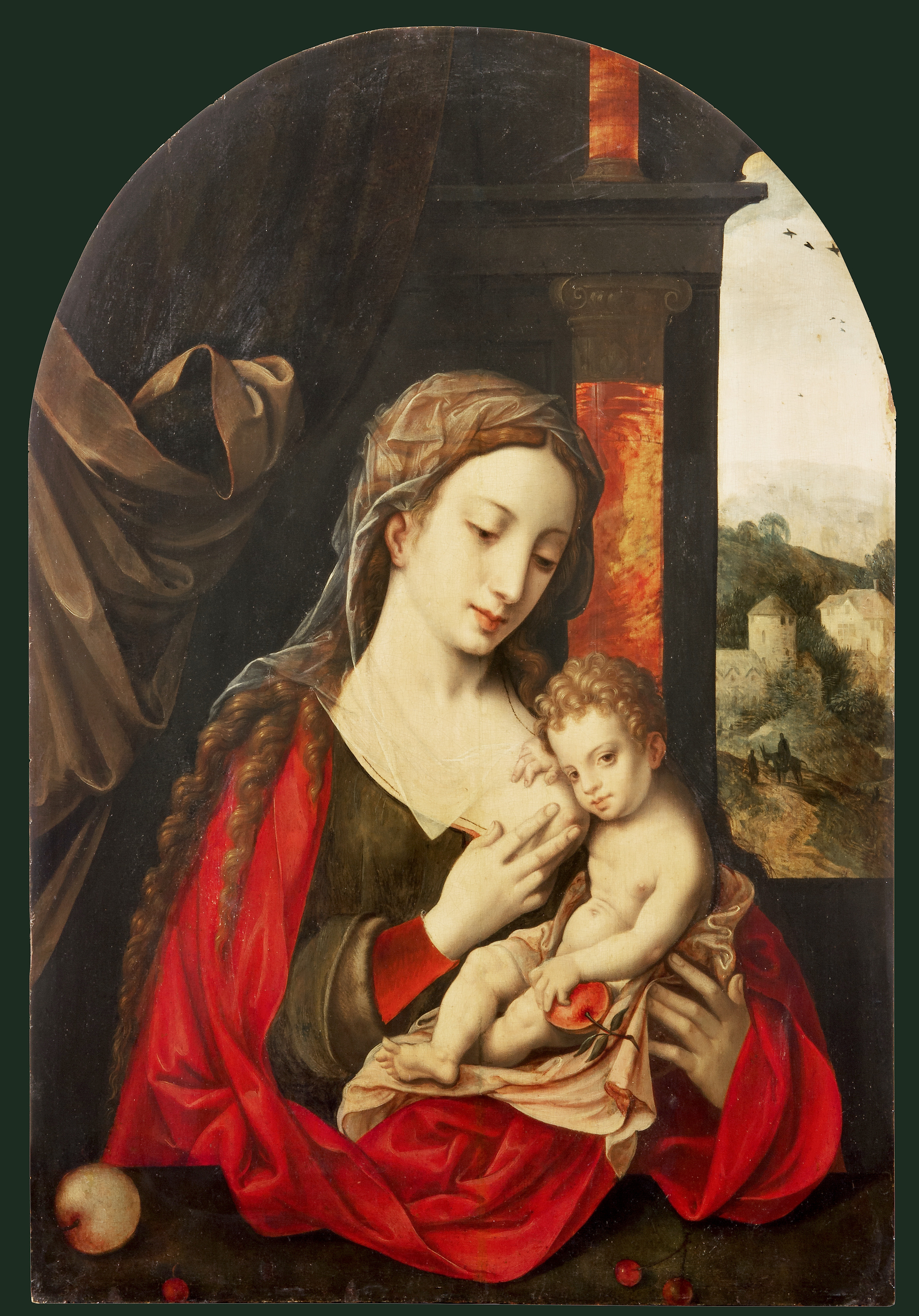
Madonna con Bambino - Collezione privata

Con il nome convenzionale di Maestro del Figliol Prodigo si definisce un anonimo pittore olandese attivo ad Anversa nel secondo terzo del XVI secolo. Le opere di questo artista, nessuna delle quali datata, sono state raggruppate attorno ad un importante quadro conservato nel Kunsthistorisches Museum di Vienna, il Figlio prodigo presso le cortigiane, da cui è tratto il nome con cui è conosciuto. Si è cercato di identificarlo con Jan Mandyn, discepolo di Hieronymus Bosch, e con Lenaert Koes, di cui non è nota alcuna opera. in ogni caso si tratta di un artista toccato in parte dal manierismo internazionale.
Il realismo molto accentuato di alcuni suoi personaggi lo accosta a Pieter Aertsen, mentre l'elegante affettazione delle figure femminili ricorda invece Jan Massys e Frans Floris. I suoi dipinti più caratteristici, ad esempio le Opere di Misericordia ora al Museo di Belle Arti di Valenciennes e Satana che semina zizzania del Museo Mayer van der Bergh di Anversa, si distinguono per l'incedere saltellante di alcune figure e i volti emaciati dei personaggi anziani. La gamma dei soggetti trattati è ampia: oltre ai tradizionali temi religiosi, come la Vergine con il Bambino del museo di Cleveland, un'altra Vergine con Gesù Bambino a Vienna, una Adorazione dei pastori, ispirata da un'opera di Raffaello e ora in una collezione privata di Bruxelles, la Pietà della National Gallery, sono presenti anche raffigurazioni derivate dall'Antico Testamento, in particolare il Ritorno di Tobia del Museo di Gand e rari quadri di genere, come il Vecchio innamorato del Museo di Douai. Nei quadri a piccoli personaggi, ad esempio la Fuga in Egitto del Museo di Tournai e Cristo incontra  due discepoli lungo la strada per Emmaus del Museo Nazionale di Varsavia, il paesaggio, steso con spirito realistico e familiare, è dipinto a toni chiari, con verdi vivi e rosa sfumati. Le grandi figure di alcune composizioni hanno rilievo scultoreo e le carni femminili uno splendore marmoreo, come in Lot e le sue figlie del Museo Mayer van der Bergh di Anversa e in Susanna e i vecchioni del Museo Nazionale di Porto.
Alcuni quadri dell'artista sono stati replicati numerose volte, il che lascia supporre che questo maestro anonimo fosse a capo di una fiorente bottega e dovesse ricorrere ad assistenti.